# Jost Christian zu Stolberg-Roßla junior
Graf Jost Christian zu Stolberg-Roßla (* 23. August 1722 in Roßla; † 10. Oktober 1749 in Breslau) war deutscher Militär, der zunächst im Dienst der Kaiserin von Russland und danach des Königs von Preußen stand. Von Juni bis August 1739 war er unter Vormundschaft kurzzeitig Mitregent der Grafschaft Stolberg-Roßla im Harz.

## Leben
Jost Christian war der zweitjüngste Sohn des Grafen Jost Christian zu Stolberg-Roßla senior, der regierender Graf der unter Oberhoheit Kursachsens stehenden Grafschaft Stolberg-Roßla war. Als sein Vater 1739 starb, war Jost Christian erst 17 Jahre alt und stand bis zum Erreichen der Volljährigkeit unter der Vormundschaft seines Onkels Christian Ernst zu Stolberg-Wernigerode.
Am 31. August 1739 einigte er sich mit seinen Geschwistern, dass sein ältester Bruder Friedrich Botho zu Stolberg-Roßla im Zuge der durch das väterliche Testament ausdrücklich eingeführten Primogenitur die Regierungsgeschäfte der Grafschaft Stolberg-Roßla übernahm. Jost Christian hatte dadurch die Möglichkeit, noch vor dem Erreichen der Volljährigkeit in ausländische Militärdienste zu treten. Er trat die Reise nach Russland in der zaristischen Armee an und trat mit dem Rang eines Kapitäns bei der Infanterie in den Dienst der Zarin Elisabeth von Russland. Er diente ab 1. Januar 1741 unter dem Generalfeldmarschall Fürst Dolgorukow, dem Generalleutnant Peter Izmailoff, dem Generalmajor Iwan Kozloff und dem Brigadier Iwan Masloff in Moskau. Am 4. Dezember 1742 erhielt er die erbetene Beurlaubung. Da ihm beim Diensteintritt kein Offizierspatent ausgestellt worden war, wurde dies am 19. Januar 1743 in Sankt Petersburg nachgeholt.
Wegen seiner Qualitäten und Kriegserfahrungen ernannte ihn König Friedrich II. von Preußen am 3. August 1743 in Berlin zu einem Kapitän seiner Armee und gab ihm eine Grenadierkompanie beim Garnisonsregiment in Glatz. 1746 diente er beim Retbergschen Regiment und erhielt vom König einen dreimonatigen Urlaub zur Regelung von Lehn- und Erbschaftsangelegenheiten. Sein Gesuch um Versetzung vom Blanckenheinschen zu einem Feldregiment lehnte der König am 18. September 1749 ab. Wenige Wochen später starb Stolberg im Alter von 27 Jahren.